# 난설헌배 전국여자바둑대회
난설헌배 전국여자바둑대회는 강원도ㆍ강릉시ㆍ강릉시의회ㆍ강릉시체육회가 후원하고 한국기원이 주최ㆍ주관한다. 강원도 강릉아레나에서 열리는 2021 난설헌배 전국 여자바둑대회는 난설헌배 프로바둑대회와 전국 여성바둑대축제의 두 부문으로 나뉘어 개최된다. 프로 부문과 별도로 열릴 전국 여성바둑대축제는 5인 단체전과 여성 이벤트전이 동시에 펼쳐진다. 한국여성바둑연맹 전국 29개 지부 소속 회원 40명이 5인 1팀씩 8팀으로 나눠 참가하는 단체전은 스위스리그를 벌여 순위를 가린다. 페어대결로 열리는 여성 이벤트전은 2인 1팀을 이룬 4팀 선수들이 전통의상을 입고 2라운드를 벌인다. 대회가 열리는 강릉은 여러 편의 바둑시도 남겼던 조선시대의 대문장가인 여류 시인 난설헌 허초희의 고향이다.

## 대회 방식
- 예선을 거쳐 본선에 합류한 8명이 우승을 다툰다. 본선 8강에는 랭킹시드 1명, 후원사시드 1명, 예선통과 6명으로 구성된다. 3회 부터는 12명으로 늘렸다.

## 대국 규정
- 제한시간 각자 20분 착수시 20초 추가 피셔방식

## 대회 상금
- 대회 상금은 우승 1500만원, 준우승 700만원.
- 3회 대회부터 우승 2000만원, 준우승 800만원, 4강 패자 500만원, 8강 패자 200만원으로 인상됐다.
- 4회 대회부터 우승 5000만원, 준우승은 2000만원, 4강은 700만원, 8강은 300만원, 16강 150만원으로 인생됐다.

## 역대 우승자
| 회수 | 연도 | 우승        | 전적 | 준우승      |
| ---- | ---- | ----------- | ---- | ----------- |
| 1    | 2021 | 조승아 四단 | 1-0  | 정유진 二단 |
| 2    | 2022 | 김은지 五단 | 1-0  | 김윤영 五단 |
| 3    | 2023 | 김은지 七단 | 1-0  | 김채영 八단 |
| 4    | 2023 | 김은지 九단 | 2-0  | 허서현 四단 |